# 圣詹姆斯堂区 (路易斯安那州)
聖詹姆斯堂區（英語：St. James Parish）是位於美國路易斯安那州東南部的一個堂區。面積668平方公里。根據美國2000年人口普查，共有人口21,216人。治所康文特（Convent）。
成立於1807年3月31日。堂區名來自聖詹姆斯堂區（以大雅各伯或次雅各伯命名）。